# João de Mendonça Furtado
João de Mendonça Furtado (1530 – battaglia di Alcazarquivir, 4 agosto 1578) è stato un militare portoghese, che dopo aver ricoperto l'incarico comandante della fortezza di Chaul e Capitão di Malacca fu governatore dell'India portoghese dal febbraio al settembre 1564. Rientrato in Patria fu nominato successivamente General da armada do reino e nel 1578 partecipò al seguito del Re Sebastiano I al tentativo si mettere sul trono saʿdiano Abu Abd Allah Muhammad II al-Mutawakkil culminato nella disfatta della battaglia di Alcazarquivir.

## Biografia

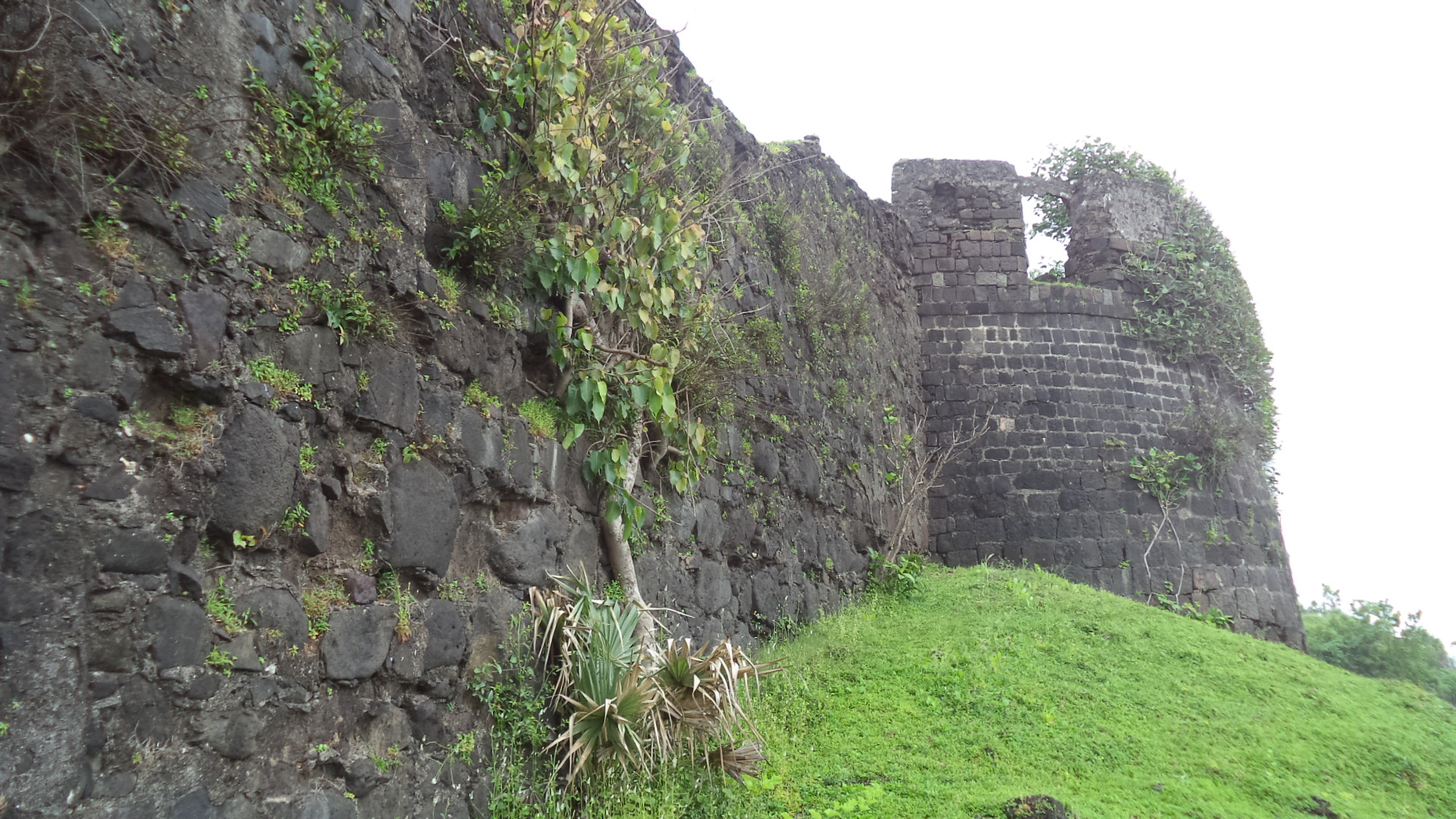
Rovine della fortezza di Chaul.

Nacque nel 1530 figlio di António de Mendoça Furtado e di Doña Isabel de Noronha e Castro. Intrapresa la carriera militare sposò Joana de Aragão, figlia di Nuno Rodrigues Barreto, Alcalde di Faro e del villaggio di Loulé, e Vedor da Fazenda dell’Algarve,  e di Doña Leonor de Milão. Il 5 dicembre 1547, prendendo servizio in India nel corso del 1548 fu nominato comandante della fortezza di Chaul e poi divenne Capitão di Malacca. Nel febbraio 1564 successe in forma interinale a Francisco Coutinho, III conte di Redondo nella carica di Governatore dell’India portoghese, lasciando l’incarico nel settembre dello stesso anno quando arrivò Antão de Noronha che assunse anche il titolo di Viceré. Rientrato in Portogallo fu nominato General da Armada do Reino, e nel 1578 partecipò al seguito del Re Sebastiano I sbarcando nel territorio del Marocco nell'estate dello stesso anno, per collocare sul trono il pretendente saʿdiano Abu Abd Allah Muhammad II al-Mutawakkil, che dopo essere stato deposto dallo zio, aveva cercato aiuto nella Penisola iberica. Trovò la morte, insieme al Re Sebastiano I  e a numerosissimi nobili, il 4 agosto dello stesso anno durante la battaglia di Alcazarquivir che terminò com la disfatta delle forze portoghesi e dei loro alleati.

### Annotazioni
1. ↑  Isabel era figlia di Fernando de Almada, II conte di Avranches.
2. ↑  Nonostante le ricerche effettuate sul campo di battaglia il corpo del Re non fu mai ritrovato. Alcuni testimoni oculari riferirono che João de Mendonça Furtado si trovava vicino a Sebastiano I durante le fasi concitate della mischia.

### Fonti
1. 1 2 3 4 5  Carvalho da Costa 1708, p. 564.
2. ↑  de Faria e Sousa 1674, p. 392.
3. ↑  de Faria e Sousa 1674, p. 412.